# Церковь Константина и Елены (Кишинёв)
Церковь Константина и Елены (рум. Biserica Sfinții Împărați Constantin și Elena) — храм Кишинёвской епархии Русской православной церкви в городе Кишинёве. Одно из старейших зданий в городе.

## История храма
Православная церковь Константина и Елены была построена в 1777 году. Изначально называлась Рышкановской. Деньги на её строительство выделил спатар Константин Рышкану (родом из Ясс), владелец села Рышкань, на месте которого в настоящее время располагается сектор Рышкановка. В XVIII веке село относилось к Оргеевскому уезду. Церковь построена в старомолдавском стиле.
В 1834 году по желанию сына Константина Рышкану (Иоргу Рышкану) для того, чтобы увековечить память о Константине, церковь называют в честь Святых Константина и Елены. 
В XIX веке церковь Константина и Елены считалась кладбищенским храмом села Вистерничены. 
В советские времена церковь была действующей. В семидесятых годах XX века происходит процесс переноса могил с кладбища возле церкви Святых Константина и Елены на городское кладбище Дойна (для строительства новых зданий; на этом месте был, в частности, построен Кишинёвский государственный цирк). Часть надгробных памятников, которые стояли на этом кладбище, принадлежали роду Рышкану. Эти надгробные плиты поставили поблизости церкви Константина и Елены.

## Храм в настоящее время
В наши дни церковь находится в черте города Кишинёв.
После объявления независимости Республики Молдова в церкви был смонтирован деревянный иконостас с каменной стеной (автор — известный художник, карикатурист, а также кинорежиссёр Ролан Виеру). Церковь подверглась некоторой перестройке — был сооружён новый притвор и изменена форма крыши. 
В настоящее время церковь Константина и Елены является действующим храмом и туристической достопримечательностью Кишинёва.